# Club Social, Cultural y Deportivo Gimnasia y Esgrima
El Club Social, Cultural y Deportivo Gimnasia y Esgrima de Chivilcoy, conocido comúnmente como Gimnasia y Esgrima de Chivilcoy, es una institución deportiva fundada el 18 de abril de 1916 en la ciudad de Chivilcoy, provincia de Buenos Aires. Desde 2025 participa en el Torneo Federal A, la tercera categoría del fútbol argentino.
Fue uno de los ganadores del Torneo Regional Federal Amateur 2024-25 obteniendo el ascenso al Torneo Federal A.
En 1959 disputó el Campeonato de Campeones de la República Argentina donde venció en primera ronda a El Fortín de la Vuelta de Rojas y fue eliminado por Defensores Unidos de Zárate en segunda ronda.
Participó del Torneo Regional 1980, donde finalizó cuarto en el grupo 1-A ganado por Olimpo de Bahía Blanca.

## Historia

### Fundación
El 18 de abril de 1916, un grupo de jóvenes se reunieron en un banco de la Plaza 25 de Mayo, frente a la tradicional confitería Vallerga, para establecer las sólidas bases fundacionales del Club Social, Cultural y Deportivo Gimnasia y Esgrima. Este acto marcó el inicio de una trayectoria prolongada y fecunda, que logró arraigarse en lo más profundo del corazón de la ciudad de Chivilcoy. La primera comisión directiva estuvo presidida por la querida figura de José María Paz, quien también redactó los estatutos de la nueva entidad.
En sus primeros años, el club formó su primer equipo de fútbol, integrado por jugadores como Juan Torres, Tomás y Antonio Martín, José María Paz, Andreasevich, Arzaroli, Enrique Arostegui, Eduardo Natalizio, Luis Musso, Dardo Ortega, Luis Giúdice y Teodoro Nicola. Este equipo comenzó a participar en diversos torneos locales. Además, el club fue uno de los miembros fundadores de la Federación Chivilcoyana de Deportes (hoy Liga Chivilcoyana de Fútbol) en 1925, participando activamente en su creación.

### Ascenso al Torneo Federal A
El 9 de febrero de 2025, Gimnasia y Esgrima logró el ascenso al Torneo Federal A tras vencer 2-1 a Deportivo Graneros de Tucumán en la final del Torneo Regional Federal Amateur. El partido se disputó en el estadio Juan Pablo Francia de Sportivo Belgrano, y el conjunto local fue claramente superior durante los 90 minutos, justificando su triunfo. Los goles del histórico ascenso fueron obra de Germán Sosa y Marcos Salvaggio, mientras que Héctor Campos descontó para el equipo tucumano.

## Instalaciones

### Estadio
El 30 de agosto de 1939, el club inauguró su cancha de juego, en un solar arrendado, sito en la intersección de las calles Alvear y Frías, y poco más tarde, en 1943, adquirieron un predio ubicado sobre la avenida Dr. Antonio De Tomaso, donde construyó y erigió su estadio, al que luego se bautizó con el nombre del ilustre fundador, José María Paz, primer presidente de la citada entidad.
El 4 de mayo de 1964, la comisión directiva, realizó efectuar la compra de un inmueble – perteneciente al Dr. Francisco José Falabella -, ubicado en la esquina céntrica de las calles Moreno y Belgrano, y allí instaló su correspondiente sede, que fuera refaccionada, restaurada y remodelada, en diversas oportunidades. Además, hacia el mes de julio de 1978, el Club inauguró el siempre concurrido y popularizado “Estadio Centro”, al que, en abril de 2016, con motivo de la celebración del glorioso centenario, se le impuso el nombre del reconocido y prestigioso médico local, Dr. Jorge Francisco Palmieri, expresidente de esta antigua y singular institución.

## Palmarés

### Títulos locales
Liga Chivilcoyana de Fútbol (38): 1921, 1922, 1923, 1924, 1926 1927, 1929, 1930, 1933, 1936, 1938, 1939, 1940, 1945, 1946, 1948, 1949, 1950, 1951, 1952, 1954, 1959, 1961, 1967, 1975, 1979, 1994, 1997, 2001, 2002, 2010, 2011, 2012, 2016(A), 2024 (C), 2025(TRA), 2025 (CC) y 2025(A).
Su logros son:
4 Títulos Amateurs (1921 - 1922 - 1923 - 1924)
31 Títulos Liga Chivilcoyana
2 Copa de Campeones - Liga Chivilcoyana (2012 y 2025)
1 Torneo Regional Federal Amateur 2024-25 (2025)